# La–7
A La–7 az NPO Lavocskin (OKB–301) által gyártott szovjet második világháborús vadászrepülőgép. A La–5 bázisán létrehozott repülőgép a legfejlettebb volt és a legutolsó a Lavocskin–Gorbunov–Gudkov-féle (LaGG) vadászrepülőgépek közül, amelyet bevetettek a világháborúban. A háborút követően az 1949-ben megalakult NATO a Fin kódnevet adta a még akkor is hadrendben álló típusnak.
Kedvező gyárthatóságát és üzembiztosságát azonban beárnyékolta a – többi ilyen repülőgéptípushoz hasonlóan – részlegesen fém-faszerkezetű mivolta. A kültéri tárolásnak köszönhetően a fa (delta lemez = préselt ragasztott bakelitszerű lemez) szerkezeti elemeket folyamatosan karban kellett tartani, hogy a faanyag előírt teherbírásával számolni lehessen.
Teljesen fémépítésű, továbbfejlesztett és lamináris szárnnyal ellátott változata a La–9.

## Története
A második világháború közepén, 1943-ban bevetett La–5 típus a Szovjet Légierő egyik fő típusának számított. A Központi Aero- és Hidrodinamikai Intézet (CAGI) mérnökét, Szemjon Lavocskint utasították, hogy fejlessze tovább, mely során már több stratégiai nyersanyagot használhat. A korábbi vadászrepülőgép típusaik (LaGG–3, LaGG–5) leváltását tűzték ki célul vele, a La–5-tel párhuzamos üzemeltetéssel. A leváltandó típusokon még jelentős arányban faanyagokat (furnérlemezeket) alkalmaztak, ugyanis a háború korai időszakában az acél és alumínium gyártása nem futott fel haditermelési szintre.
A teljesen fémszerkezetű La–5FN-en alapuló fejlesztés több szálon haladt a későbbi altípusok kialakíthatósága miatt. A külső megkülönböztethetőség jegyei közül az egyik a megemelt kabintető, amely jobb kilátást biztosított a pilótának hátrafelé, valamint a La–5 motor alatti olajhűtő radiátort hátra helyezték a szárny mögé, a P–51-en kialakítotthoz hasonlóan. Orrsegédszárnya a Bf 109-hez hasonló kialakítású volt. A motorburkolat is módosult kis mértékben. A prototípus a La–120 típusjelet kapta Lavocskintól és 1943 novemberében már felszállt. A repülési teszteket befejezve már 1944 tavaszától sorozatban gyártották, de a Szovjetunió szövetségesei közül csak a csehszlovákok kaptak belőle, a lengyelek és a francia Normandia-Nyeman repülőezred sem használhatta.
A kisebb módosításoknak köszönhetően ez típus lett a legjobb szovjet vadászrepülőgép, amit bevetettek a világháborúban, több rekordot is felállítottak vele. A mozgékony repülőgép egy teljes kört 19–21 másodperc alatt repült le.
Több kiváló pilóta, mint Ivan Nyikitovics Kozsedub és Alekszandr Pokriskin is ezt a típust repülte a háború utolsó évében.
Több gépen kísérleteztek a sugárhajtással kombinált hajtás lehetőségeivel (La–7D, R és SZ), de a gázturbinás sugárhajtás túlhaladta ezt a hajtási módot, így ezek a kísérletek nem kaptak széles körű támogatást.

## Gyártás
A típusból összesen 5753–5905 közöttre tehető a legyártott mennyiség, a La–7UTI kiképző repülőgépekkel együtt. Gyártották:
- a Szmolenszki Repülőgépgyárban (SzmAZ),
- a 21. sz. „Szokol” Repülőgépgyárban (1558 darab, 1944),
- a 99. sz. Repülőgépgyárban (40 darab, 1944),
- a 381. sz. Repülőgépgyárban (638 darab, 1944),
- az Ulan-udei Repülőgépgyárban.[4]

A gépek nagy része a világháborút követően is hadrendben maradt, ezért kapott NATO-kódnevet is (Fin).
A továbbfejlesztett típus, a La–9 csak minimális mértékben különbözött az elődtől.

## Szerkezeti felépítése
A típus részlegesen fém-fa szerkezetű, fémburkolatú, alsószárnyas konstrukció volt. Acélt a fő teherviselő szerkezeti elemeknél alkalmaztak: a motorfelfogató dúc, a szárny főtartói, a kormány- és féklapok, valamint a motortér körüli elemek a tűzesetek elkerülése érdekében. Faanyagú volt a pilótafülke előtti és annak oldalburkoló lemezei, a motordúcok mögötti törzskeretek és hossztartók (gyakorlatilag a teljes törzs a motorteret kivéve), a szárny kereszttartói és a vízszintes vezérsíkok. Futóműve két (mellső) fő- és egy (hátsó) farokfutóból állt, melyek mindegyike a törzsbe húzható, a teljes futóművet burkolatok fedik. A farokfutó aknaajtói a futószárra szerelt rudak segítségével nyílnak-záródnak, a kerék 300×125 mm méretű. Egyes gépeken a hátsó behúzható futót merevként építették be, az aknaajtókat a nyílásra szerelték és gumiszerű, fekete szövettel burkolták a farokfutószár tövét (vélhetően bőrből volt). A főfutók kieresztett állapotát az aknatető felett elhelyezett piros-fehér színű, kiálló kis rúd jelezte a pilótának, az Fw 190-hez hasonlóan (melyet a német és magyar pilóták „katonának” neveztek), a főfutókerekek mindkét oldalon (oldalanként külön-külön) dobfékekkel fékezhetőek (tehát 2–2 darab), hidraulikusan. Az olajhűtő radiátort a szárny mögé, a pilótafülke alá helyezték hátra.
A szárny geometriája elliptikus, a belépőél síkja tört, két főtartós konstrukció. Külső felén orrsegédszárnyat alakítottak ki a La–5-éhez hasonlóan, amely 11°46'-ben bukik előre le a vízszintes tengelyhez (húrhosszhoz) viszonyítva. A csűrőket a kilépőélek külső felén helyezték el, 18–18°-ra téríthetőek ki felfelé és lefelé egyaránt. A jobb oldali szárnyfél külső harmadában helyezték el a Pitot-csövet. A főfutó aknák előtt a szárny alsó síkján levegőszűrőket építettek be, a beömlő nyílásokat pedig a belépőél-szárnytőnél alakították ki. A légcsatornák a főfutóaknákon keresztül vezetnek a motor mögött elhelyezett turbófeltöltőbe. A kilépő él belső-alsó szakaszán helyezték el a megosztott fékszárnyat (jelen esetben terpeszlapot), amelynek csak az alsó fele billenthető le, 60°-ig. A vízszintes vezérsíkon elhelyezett magassági kormánylapok Frise-rendszerűek. Felfelé 30°, lefelé 16,5°-ra téríthetőek ki, egyszerre, együtt mozognak. A függőleges vezérsíkon elhelyezett oldalkormány 25–25°-ban téríthető ki, a lábpedállal acélsodronyok kötik össze. Az oldalkormánylapon elhelyezett trimlap 17–17°-ban téríthető ki.
A gépágyúk a pilótafülke előtt, az orrtető két oldalán lettek elhelyezve mindkét esetben (SVAK, vagy Berezin). A Berezin-féle gépágyúkból a harmadikat a bal oldalihoz közelebb helyezték el. A pilótafülkében egy PBP–1 típusú célzókészülék volt beépítve, a szélvédő homlokfala lövésbiztos páncélüveg volt. A pilótaülés fejtámlája mögött szintén páncélüveg került beépítésre, e mögött helyezték el a rádiókat, az üvegezett rész alatt, polcokon.
Tüzelőanyag tartályai (3 db) a centroplán részen lettek elhelyezve. Egy darab a pilótafülke előtt alul (felette az olajtartály), a másik kettő mellette a szárny-törzs csatlakozásainál.
A csillagmotor hűtését az Fw 190 A/F/G-khez hasonlóan a légcsavartengelyre szerelt ventilátorlapát-koszorúval oldották meg. A motor által felmelegített levegő oldalanként 1–1 darab, mechanikus működtetésű hűtőzsalun keresztül jutott a szabadba.
A típus érdekessége volt, hogy leszállás után mindig elpattant a földtől, ennek okát sohasem sikerült kideríteni. Ebből a tulajdonságából származik a beceneve: Lovacska

## Típusváltozatok
- La–5AV: a La–7 prototípusa
- La–7D: tesztváltozat, a szárnyfelek alá 1-1 darab lüktető sugárhajtóművet szereltek.
- La–7R: tesztváltozat, a géptörzs végébe egy folyékony hajtóanyagú RD–1HZ rakétahajtóművet építettek (salétromsav és kerozin). Két gépet építettek át.[11]
- La–7SZ: tesztváltozat, a szárnyfelek alá 2 darab ramjet-et szereltek.
- La–7TK: egy átépített La–7, amelybe 2 darab TK–3 turbófeltöltőt szereltek a nagymagasságú repülésekhez.
- La–7UTI (ucsebno-trenyirovocsnyj isztrebityel, Учебно-тренировочный истребитель): kétüléses kiképző változat
- La–126: a La–9 alapjait képező, teljesen fém építésű prototípus.
- La–9: továbbfejlesztett La–7, megnövelték a függőleges vezérsík felületét. Sorozatban gyártották.
- La–11: a La–9 továbbfejlesztése.

## Megrendelő és üzemeltető országok
- Szovjet Légierő

A legtöbb Szovjetunió Hőse kitüntetést kapott vadászpilóta ezzel a típussal fejezte be a háborút. Ilyenek voltak:
- 4. gárda-vadászrepülő-ezred: V. F. Golubjev (ezredparancsnok, Balti-flotta)
- 10. gárda-vadászrepülő-hadosztály/113. gárda-vadászrepülő-ezred: P. M. Bojkov (fekete sárkányfej az orron, Csehszlovákia, 1945)
- 14. gárda-vadászrepülő-hadosztály/178. gárda-vadászrepülő-ezred: K. A. Jegsignyejev
- 303. vadászrepülő-hadosztály/9. gárda-vadászrepülő-ezred: Alekszej Vasziljevics Aleljuhin (nyíllal átdöfött vörös szív a motorburkolaton), Vlagyimir Dmitrijevics Lavrinyenkov, Amet-han Szultan
- 2. gárda-vadászrepülő-ezred: az ezred egyik százada „Mongolszkij arat”  felirattal repüle a gépeit.
- 32. gárda-vadászrepülő-ezred: V. A. Orehov (Litvánia),
- 156. vadászrepülő-ezred: Szergej Fjodorovics Dolgusin alezredes (ezredparancsnok),
- 176. gárda-vadászrepülő-ezred: A. Sz. Kumanyicskin (35 l. gy.),

Viktor Iljics Alekszandrjuk, Andrej Jakovlevics Baklan, Alekszandr Geraszimovics Baturin, Oleg Sztyepanovics Belikov, Alekszej Pavlovics Blinov, Pavel Mihajlovics Bojkov, Viktor Ivanovics Borodacsjov, Viktor Ioszifovics Davidkov, Pavel Jakovlevics Golovacsjov, Vladimir Alekszandrovics Gromakovszkij, Szergej Mihajlovics Jelizarov, Alekszadr Akimovics Karajev, Ivan Nyikitovics Kozsedub, Alekszandr Fedorovics Vaszko, Vaszilij Alekszandrovics Zajcev.
A típust 1947-ben vonták ki a Légierő kötelékéből.
- Csehszlovák Légierő

A 4. Légi hadosztály 1. és 2. Vadász Légi Ezrede üzemeltette S–97 típusjellel az 1950-es évek közepéig.
- Észak-Koreai Légierő
- Kínai Légierő
- Román Légierő

## Harci alkalmazása
Az 1944 tavaszi hadrendbe állását követően bevetették a második világháború összes kelet-európai frontszakaszán, a Krím-félszigettől Belorusszián át Litvániáig, Közép-Európán át egészen Berlinig. Leginkább a gárda-ezredeket szerelték fel velük. Egyedül ez a típus tudott eredményes lenni a szovjet vadászgépek közül a német Me 262-vel szemben, Kozsedub lőtt le vele egyet Németországban 1945. február 15-én.
- 1954. július 23-án két kínai La–7 gépágyúkkal lelőtte a Cathay Pacific Airways VR-HEU lajstromú DC–4 utasszállító gépét a Hainan-szigetek közelében. A járat Bangkokból Hongkongba tartott.[14] A DC–4 segélyhívására a térségben tartózkodó USS Philippine Sea és USS Hornet repülőgép-hordozók őrjáratozó A–1 Skyraider-ei nem sokkal később légi harcban lelőtték a két kínai gépet.

### Ajánlott irodalom
- Abanshin, Michael E. and Gut, Nina. Fighting Lavochkin, Eagles of the East No.1. Lynnwood, WA: Aviation International, 1993. ISBN unknown.
- Gordon, Yefim. Lavochkin's Piston-Engined Fighters (Red Star Volume 10). Earl Shilton, Leicester, UK: Midland Publishing Ltd., 2003. ISBN 1-85780-151-2.
- Gordon, Yefim and Khazanov, Dmitri. Soviet Combat Aircraft of the Second World War, Volume One: Single-Engined Fighters. Earl Shilton, Leicester, UK: Midland Publishing Ltd., 1998. ISBN 1-85780-083-4.
- Green, William. Warplanes of the Second World War, Volume Three: Fighters. London: Macdonald & Co. (Publishers) Ltd., 1961 (seventh impression 1973). ISBN 0-356-01447-9.
- Green, William and Swanborough, Gordon. WW2 Aircraft Fact Files: Soviet Air Force Fighters, Part 1. London: Macdonald and Jane's Publishers Ltd., 1977. ISBN 0-354-01026-3.
- Jane, Fred T. “The La-7.” Jane’s Fighting Aircraft of World War II. London: Studio, 1946. ISBN 1-85170-493-0.
- Liss, Witold. The Lavochkin La 5 & 7 (Aircraft in Profile number 149). Leatherhead, Surrey, UK: Profile Publications Ltd., 1967.
- Morgan, Hugh. Soviet Aces of World War 2. London, Osprey Publishing, 1997. ISBN 1-85532-632-9.
- Stapfer, Hans-Heiri. La 5/7 Fighters in Action (Aircraft in Action Number 169). Carrollton, TX: Squadron/Signal Publications, Inc., 1998. ISBN 0-89747-392-2.
- Veštšík, Miloš. Lavočkin La–7 (in Czech/English). Prague, Czech Republic: MBI-Miroslav BÍLÝ Books, 2000 (reprinted 2003, ISBN 80-86524-05-1). ISBN 80-902238-7-7.